# William Wirt Winchester
William Wirt Winchester (Baltimora, 22 giugno 1837 – New Haven, 7 marzo 1881) è stato un imprenditore statunitense proprietario della Winchester Repeating Arms Company che aveva ereditato da suo padre.

## Biografia
Figlio di Oliver Winchester e Jane Ellen Hope, era fratello di Ann Rebecca Winchester (1835-1864) che sposò Charles B. Dye e Hannah Jane Winchester sposata a Thomas Gray Bennett. William sposò Sarah Lockwood Pardee il 30 settembre 1862. Il 15 luglio 1866, Sarah diede alla luce la loro unica figlia, Annie Pardee Winchester, che morì sei settimane dopo la nascita per marasma infantile. William morì a New Haven di tubercolosi. Venne tumulato nell'Evergreen Cemetery di New Haven. Dopo la sua morte, sua moglie Sarah fece costruire la ben nota Winchester Mystery House.
Sua moglie fece costruire in sua memoria il William Wirt Winchester Hospital a West Haven per la cura della tubercolosi. L'ospedale venne poi venduto e adibito a Veteran's Administration Hospital. Il Private Pavilion dello Yale New Haven Hospital venne allora intitolato a suo nome.